# Tégée (dème)
Cet article traite de la municipalité moderne. Pour la ville antique, voir Tégée.
Le dème de Tégée ou Tégéa (en grec : Τεγέα / Teyéa) est une ancienne municipalité grecque d’Arcadie (Péloponnèse), dont le siège était le village de Stadio. Il a fusionné avec d'autres en 2010 pour former le nouveau dème de Tripoli.
Le village d'Aléa conserve d’importants vestiges de la cité antique de Tégée, sur laquelle a été bâtie ensuite la ville de Nikli, siège d'une importante baronnie de la principauté d'Achaïe.

## Localités
- Aléa
- Episkopi
- Garéa
- Kamari
- Kerasítsa
- Lithovounia
- Magoúla
  - Giokareika (pop: 51)
- Manthyréa
- Mavriki
- Psilí Vrýsi
  - Bouzaneika (pop: 45)
- Rizes
- Stadio
  - Agios Sostis
  - Ákra (pop: 42)
- Tziva
- Vounó

## Démographie
| Années | Population municipale |
| ------ | --------------------- |
| 1981   |                       |
| 1991   | 4 539                 |
| 2001   | 4 100                 |